# Liste der Kulturdenkmale in Klingewalde
In der Liste der Kulturdenkmale in Klingewalde sind sämtliche Kulturdenkmale des Görlitzer Ortsteils Klingewalde verzeichnet, die bis Oktober 2017 vom Landesamt für Denkmalpflege Sachsen erfasst wurden (ohne archäologische Kulturdenkmale). Die Anmerkungen sind zu beachten.
Diese Liste ist eine Teilliste der Liste der Kulturdenkmale in Görlitz.

## Liste der Kulturdenkmale in Klingewalde
| Bild                                    | Bezeichnung | Lage                                          | Datierung                 | Beschreibung | ID       |
| --------------------------------------- | --- | --------------------------------------------- | ------------------------- | --- | -------- |
| Direkt Bild zu diesem Denkmal hochladen | Verwalterhaus der Ziegelei mit zwei Nebengebäuden, dem nördlichen Bürohaus und Resten einer parkähnlichen Anlage und eines Gartens, hier Solitärbäume (Linde), dazu das Hofpflaster und Reste der Einfriedung | An der alten Ziegelei 2c (Karte)              | Nach 1850                 | Baugeschichtlich und ortsgeschichtlich von Bedeutung. Das Hauptgebäude mit vielen Fledermausgauben und Krüppelwalmen gehörte wahrscheinlich als Verwalterbau zur Ziegelei des Herren von Ebersbach. Es ist von großen Bäumen umstanden, die einstige Anlage lässt sich noch erahnen. Der größere Schuppen ist eine Fachwerkkonstruktion, der kleinere Schuppen ein Klinkerbau. Auf einem kleinen Nebengebäude interessante Dachziegel. | 09282033 |
| Direkt Bild zu diesem Denkmal hochladen | Wohnhaus und Scheune eines Bauernhofes | Klingewalde 3 (Karte)                         | Bezeichnet mit 1866       | Baugeschichtlich und wirtschaftsgeschichtlich von Bedeutung | 09282031 |
| Direkt Bild zu diesem Denkmal hochladen | Wohnhaus | Klingewalde 3a (Karte)                        | Um 1870                   | Ländlicher Bau mit Krüppelwalm, baugeschichtlich von Bedeutung | 09282030 |
| Direkt Bild zu diesem Denkmal hochladen | Wohnhaus eines Bauernhofes | Klingewalde 8a (Karte)                        | Bezeichnet mit 1858       | Baugeschichtlich und wirtschaftsgeschichtlich von Bedeutung. Das inschriftlich datierte Wohnhaus mit Hecht, die Scheune im Querflügel besteht aus Klinker. Scheune Streichung 2009, kein ausreichender Denkmalwert vorhanden. | 09282028 |
| Direkt Bild zu diesem Denkmal hochladen | Wohnhaus, ländlich | Klingewalde 10 (Karte)                        | Um 1850                   | Ländlicher Bau, auf dem Flurstück der westliche Bau, baugeschichtlich von Bedeutung | 09282027 |
| Direkt Bild zu diesem Denkmal hochladen | Bauernhof mit Wohnstallhaus, Seitengebäude und Scheune | Klingewalde 18 (Karte)                        | Um 1850                   | Baugeschichtlich und wirtschaftsgeschichtlich von Bedeutung | 09282025 |
| Direkt Bild zu diesem Denkmal hochladen | Ländliches Wohnhaus | Klingewalde 20a (Karte)                       | Bezeichnet mit 1884       | Ländlicher Bau, baugeschichtlich von Bedeutung. Haus steht mitten auf dem Feld. Die Datierung ist mit den Dachziegeln eingelassen. | 09282026 |
| Direkt Bild zu diesem Denkmal hochladen | Bauernhof mit Wohnstallhaus (Obergeschoss Fachwerk) und Scheune | Klingewalde 24 (Karte)                        | Bezeichnet mit 1819       | Wohnstallhaus Obergeschoss Fachwerk, baugeschichtlich und wirtschaftsgeschichtlich von Bedeutung. Scheune ist ein Klinkerbau mit großen Toren. Wohnhaus bezeichnet mit 1819. Daneben Kanonenkugel bezeichnet mit 1813. | 09282022 |
| Direkt Bild zu diesem Denkmal hochladen | Bauernhof mit Wohnstallhaus und Scheune | Klingewalde 30 (Karte)                        | Bezeichnet mit 1868       | Baugeschichtlich und wirtschaftsgeschichtlich von Bedeutung. Scheune mit Fledermausgauben. | 09282020 |
| Direkt Bild zu diesem Denkmal hochladen | Bauernhof mit Wohnstallhaus und Wohnhaus | Klingewalde 33 (Karte)                        | 18. Jahrhundert           | Beide Gebäude in Fachwerkbauweise, baugeschichtlich und wirtschaftsgeschichtlich von Bedeutung. Früher hier Gaststätte Schweizerhaus. Bis September 2009 auch unter Nummer 35 in der Denkmalliste. Laut ALK-Daten besitzt der Hof keine Hausnummer mehr, hat ein ausgemessenes Grundstück, müsste aber nach wie vor Nummer 35 sein. | 09282023 |
|                                         | Denkmal für die Gefallenen des Ersten Weltkrieges | Klingewalde 36a (gegenüber) (Karte)           | Nach 1918                 | Ortsgeschichtlich von Bedeutung, am 29. Mai 1921 eingeweiht. Granit auf Sockel. | 09282637 |
| Direkt Bild zu diesem Denkmal hochladen | Wohnhaus, ländlich | Klingewalde 37 (Karte)                        | 18. Jahrhundert           | Obergeschoss Fachwerk, baugeschichtlich von Bedeutung. Haus mit Hecht. | 09282021 |
| Direkt Bild zu diesem Denkmal hochladen | Rittergut Klingewalde (Sachgesamtheit) | Klingewalde 38, 40, 40b, 40c, 42, 42a (Karte) | Kern 16. Jahrhundert      | Baugeschichtlich, ortsgeschichtlich und landschaftsgestaltend von Bedeutung | 09302887 |
| Direkt Bild zu diesem Denkmal hochladen | Wohn- und Wirtschaftsgebäude (Einzeldenkmal zu ID-Nr. 09302887) | Klingewalde 38 (Karte)                        | Um 1800                   | Einzeldenkmal der Sachgesamtheit Rittergut Klingewalde; baugeschichtlich und ortsgeschichtlich von Bedeutung | 09282018 |
|                                         | Herrenhaus (Einzeldenkmal zu ID-Nr. 09302887) | Klingewalde 40 (Karte)                        | Kern 16. Jahrhundert      | Einzeldenkmal der Sachgesamtheit Rittergut Klingewalde; das Herrenhaus 1854 in Schinkelscher Neugotik mit Zinnen umgebaut, in querliegender Eingangshalle Tonne mit Stichkappen, im Haus mehrere barock bemalte Holzbalkendecken, baugeschichtlich und ortsgeschichtlich von Bedeutung | 09282018 |
| Direkt Bild zu diesem Denkmal hochladen | Linkes Nebengebäude (Einzeldenkmal zu ID-Nr. 09302887) | Klingewalde 40b (Karte)                       | 17. Jahrhundert           | Einzeldenkmal der Sachgesamtheit Rittergut Klingewalde; baugeschichtlich und ortsgeschichtlich von Bedeutung | 09282018 |
| Direkt Bild zu diesem Denkmal hochladen | Einfriedungsmauer mit Toreinfahrt (Einzeldenkmal zu ID-Nr. 09302887) | Klingewalde 38, 40, 40b (Karte)               |                           | Einzeldenkmal der Sachgesamtheit Rittergut Klingewalde; baugeschichtlich und ortsgeschichtlich von Bedeutung | 09282018 |
| Direkt Bild zu diesem Denkmal hochladen | Zwei Gartenbrücken und ein Teich im Gutspark (Einzeldenkmale zu ID-Nr. 09302887) | Klingewalde 38, 40, 40b (Karte)               |                           | Einzeldenkmale der Sachgesamtheit Rittergut Klingewalde; baugeschichtlich und ortsgeschichtlich von Bedeutung | 09282018 |
| Direkt Bild zu diesem Denkmal hochladen | Bauernhof mit Wohnstallhaus und drei Scheunen | Klingewalde 46 (Karte)                        | Um 1850                   | Baugeschichtlich und wirtschaftsgeschichtlich von Bedeutung. Die frei stehende Scheune ist ein Klinkerbau. | 09282014 |
| Direkt Bild zu diesem Denkmal hochladen | Bauernhof mit Wohnstallhaus und Scheune | Klingewalde 50 (Karte)                        | 17. Jahrhundert           | Wohnstallhaus Obergeschoss Fachwerk, eines der ältesten Häuser im Ort, baugeschichtlich von Bedeutung. Die hinten quer angeordnete Scheune mit Durchfahrt. | 09282011 |
| Direkt Bild zu diesem Denkmal hochladen | Dreiseithof mit Wohnstallhaus und zwei Scheunen | Klingewalde 52 (Karte)                        | 17./18. Jahrhundert       | Wohnstallhaus Obergeschoss Fachwerk, baugeschichtlich und wirtschaftsgeschichtlich von Bedeutung. Wohnhaus im Obergeschoss Fachwerk, teils verbrettert, Scheunen sind jüngere Klinkerbauten aus dem 19. Jahrhundert. Die nördliche Scheune ohne Anbauten auf der Nordseite. | 09282009 |
| Direkt Bild zu diesem Denkmal hochladen | Wohnhaus | Klingewalde 77 (Karte)                        | Um 1850                   | Baugeschichtlich von Bedeutung | 09282017 |
| Direkt Bild zu diesem Denkmal hochladen | Wohnhaus | Klingewalde 79 (Karte)                        | 2. Hälfte 19. Jahrhundert | Baugeschichtlich von Bedeutung. Haus leicht verändert. | 09282016 |
| Direkt Bild zu diesem Denkmal hochladen | Wohnstallhaus | Klingewalde 89 (Karte)                        | 18. Jahrhundert           | Obergeschoss Fachwerk verputzt, baugeschichtlich und wirtschaftsgeschichtlich von Bedeutung. Weiteres Wohnstallhaus mit Fachwerk-Obergeschoss ist abgebrochen, 2009 festgestellt. | 09282013 |
| Direkt Bild zu diesem Denkmal hochladen | Bauernhof mit Wohnstallhaus und Scheune | Klingewalde 91 (Karte)                        | Um 1850                   | Baugeschichtlich und wirtschaftsgeschichtlich von Bedeutung. Wohnhaus massiv mit Krüppelwalm, Scheune im Winkel angebaut. | 09282012 |
| Direkt Bild zu diesem Denkmal hochladen | Bauernhof mit Wohnstallhaus (Obergeschoss Fachwerk) und zwei Scheunen | Klingewalde 93 (Karte)                        | 17. Jahrhundert           | Wohnstallhaus Obergeschoss Fachwerk, baugeschichtlich und wirtschaftsgeschichtlich von Bedeutung. An einem Balken der vor einigen Jahren abgerissenen Scheune befand sich die Jahreszahl 1613. Die heute noch stehenden Scheunen sind jüngeren Datums, die eine enthält die große Durchfahrt zur Straße. | 09282010 |

## Ehemaliges Denkmal
| Bild                                    | Bezeichnung                                                               | Lage                              | Datierung | Beschreibung                                                                                      | ID       |
| --------------------------------------- | ------------------------------------------------------------------------- | --------------------------------- | --------- | ------------------------------------------------------------------------------------------------- | -------- |
| Direkt Bild zu diesem Denkmal hochladen | Gasthof mit zwei Nebengebäuden, das südliche mit Saal (Gerichtskretscham) | Rothenburger Landstraße 1 (Karte) | Um 1850   | Bau- und ortsgeschichtlich von Bedeutung. Zwischen 2017 und 2024 aus der Denkmalliste gestrichen. | 09282029 |

## Tabellenlegende
- Bild: Bild des Kulturdenkmals, ggf. zusätzlich mit einem Link zu weiteren Fotos des Kulturdenkmals im Medienarchiv Wikimedia Commons. Wenn man auf das Kamerasymbol klickt, können Fotos zu Kulturdenkmalen aus dieser Liste hochgeladen werden:
- Bezeichnung: Denkmalgeschützte Objekte und ggf. Bauwerksname des Kulturdenkmals
- Lage: Straßenname und Hausnummer oder Flurstücknummer des Kulturdenkmals. Die Grundsortierung der Liste erfolgt nach dieser Adresse. Der Link (Karte) führt zu verschiedenen Kartendiensten mit der Position des Kulturdenkmals. Fehlt dieser Link, wurden die Koordinaten noch nicht eingetragen. Sind diese bekannt, können sie über ein Tool mit einer Kartenansicht einfach nachgetragen werden. In dieser Kartenansicht sind Kulturdenkmale ohne Koordinaten mit einem roten bzw. orangen Marker dargestellt und können durch Verschieben auf die richtige Position in der Karte mit Koordinaten versehen werden. Kulturdenkmale ohne Bild sind an einem blauen bzw. roten Marker erkennbar.
- Datierung: Baubeginn, Fertigstellung, Datum der Erstnennung oder grobe zeitliche Einordnung entsprechend des Eintrags in der sächsischen Denkmaldatenbank
- Beschreibung: Kurzcharakteristik des Kulturdenkmals entsprechend des Eintrags in der sächsischen Denkmaldatenbank, ggf. ergänzt durch die dort nur selten veröffentlichten Erfassungstexte oder zusätzliche Informationen
- ID: Vom Landesamt für Denkmalpflege Sachsen vergebene, das Kulturdenkmal eindeutig identifizierende Objekt-Nummer. Der Link führt zum PDF-Denkmaldokument des Landesamtes für Denkmalpflege Sachsen. Bei ehemaligen Kulturdenkmalen können die Objektnummern unbekannt sein und deshalb fehlen bzw. die Links von aus der Datenbank entfernten Objektnummern ins Leere führen. Ein ggf. vorhandenes Icon  führt zu den Angaben des Kulturdenkmals bei Wikidata.

## Ausführliche Denkmaltexte
1. ↑  Beschreibung des Gartendenkmals (Ragnhild Kober, 17. September 2008):
  - Gartenteile: 
    - a) Zufahrt, bei dieser ein Solitärbaum (zweistämmige Linde)
    - b) Hofbereich mit Ziegelpflaster
    - c) Restfläche des Gartens mit 3 Solitärbäumen (Linden mit abgesetzten Baumkronen) und Sträuchern (Flieder) sowie Resten des Zaunes an der Süd-Grenze (Zaunsäulen aus gebranntem Ton mit kugelförmigem Aufsatz) und Resten einer Gartenmauer mit Pfeilern und einem Mauerstück aus rotem Ziegelmauerwerk mit Abdecksteinen aus gelben Ziegelformsteinen mit Tropfkante
    - d) stark verwilderte parkähnliche Anlage mit Laubbäumen (Eiche, Linde, Esche, Rotdorn u. a. m.), Obstbäumen (Schöner von Boskop und Pfirsich) auf dem Gelände einer zugeschütteten ehemaligen Lehmgrube

  - Gehölze: ein Solitärbaum (Linde mit mehreren starken Hauptästen) im Norden des Verwalterhauses (weitere Gehölze siehe Punkt Gartenteile)
  - Bemerkung: Sammlung von Ziegeln unterschiedlicher Formate (im Schuppen aufbewahrt), der Garten war nach 1945 in mehrere Parzellen aufgeteilt, der Westbereich des Gartens ist überbaut worden
2. ↑  Beschreibung des Gartendenkmals (Ragnhild Kober, 19. September 2008):
  - Geschichte: ursprüngliche Renaissanceanlage, später barocke Anlage, landschaftliche Überformung und Erweiterung, heute Reste des Landschaftsparks
  - Gartenteile: Vorhof, Wirtschaftshof, Gutspark, Aufschmückung der näheren Landschaft
  - Einfriedung: im Süden des Vorhofes verputzte Mauer, Tor mit zwei verputzten Torpfeilern und zwei Torflügeln aus Holzlatten (erneuert) und Zaun mit Zaunfeldern aus Holzlatten (erneuert)
  - Erschließung: Vorhof mit Zufahrt zum Herrenhaus, ein Dammweg und Reste eines geschwungen verlaufendes Wegesystems im Gutspark, im Norden in der umgebenden Landschaft zum Teil erhaltene Feldwege
  - Bodenrelief: Dammweg im Park und Böschung im Vorhof
  - Gartenbauten: zwei Brücken, der Rest einer Brücke und eine große Granitplatte als Brücke auf zwei gemauerten Auflagen aus Ziegelmauerwerk
  - Wasser: Teich mit einem jüngeren nach Süden erweiterten Bereich, Bachläufe die zum Teil künstlich geführt und angestaut waren, im Nordost-Bereich des Gutsparks Reste einer Staumauer
  - Gehölze: im Süden eine auf das Herrenhaus axial zulaufende Baumallee (Apfelbäume), im Norden des Herrenhauses zwei Solitärbäume (Eichen), im Nordwesten des Herrenhauses ein Solitärbaum (Spitzahorn), an markanten Stellen des Gutsparks Solitärbäume (Linden und eine Pyramidenpappel), an markanten Punkten in der näheren Landschaft und an den Bachläufen Baumgruppen und Solitärbäume (Weiden, Eichen, Linden, Kirschen), am Dammweg später in den Park eingebrachte Birken, durch Verwilderung und Vernässung Erlenbestand
  - Bemerkung: durch starke Verwilderung Verlust der Blickbeziehungen und Gefährdung des noch erhaltenen Altbaumbestandes, Teich im Westen des Gutsparks wurde nach Süden erweitert
  - Bedeutung: Verflechtung von Park und Landschaft, aufgeschmückte Landschaft durch Gehölze in den Bachtälern und Baumpflanzungen an markanten Punkten, zum Teil erhaltene Wege über Felder und Wiesen